# Gerhard Wien
Gerhard Wien (* 5. August 1941) ist ein ehemaliger Thüringer Landtagsabgeordneter.
Gerhard Wien war bis 1983 Lehrer für Latein und Deutsch an einer Erweiterten Oberschule (EOS) und arbeitete danach für die Evangelisch-Lutherische Kirche in Thüringen.
Er war Abgeordneter im Thüringer Landtag der 1. Wahlperiode (1990–1994) für Demokratie Jetzt und gehörte zur Fraktion Neues Forum/Grüne/Demokratie Jetzt. Nach der Zeit als Landtagsabgeordneter arbeitete er als Referent im Büro des Thüringer Innenministers Richard Dewes und ab 1999 als Referent für Aus- und Fortbildung im Thüringer Innenministerium.